# ASP.NET AJAX
Pour les articles homonymes, voir Atlas.
ASP.NET AJAX (nom de code du projet : Atlas) est le nom donné par Microsoft à un ensemble d'extensions d'ASP.NET pour implémenter les fonctionnalités AJAX.
Incluant à la fois des composants côté client et côté serveur, ASP.NET AJAX permet au développeur de créer des applications web en ASP.NET (à partir de la version 2.0) qui peuvent mettre à jour des données sans un rechargement complet de la page du navigateur (aller-retour avec le serveur). Cette technologie repose sur l'objet XMLHttpRequest, ainsi que sur le langage JavaScript et le DHTML.
Microsoft et la communauté (CodePlex) proposent avec le projet AJAX Control Toolkit (voir liens externes) une multitude de composants Web basés sur ces extensions AJAX.